# 英德石

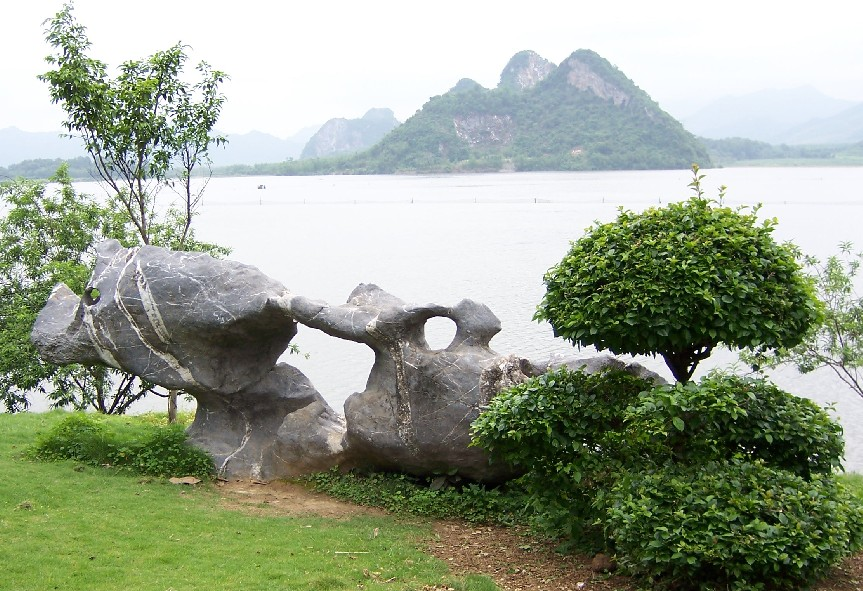
点缀于草地上的英石

英石又名英德石，因于英州（现广东省英德市）得名。是与太湖石、灵璧石、黄蜡石齐名的四大园林名石之一。“透、漏、瘦”三个字简练的概括了英石的特点，其观赏和收藏价值极高，可以制成盆景置于家中，亦可在庭院中堆砌成假山。明朝人计成的《园冶·选石》中就曾记载着英石“可置几案，亦可掇小景”。
英石分为阳石、阴石两种：阳石露于地表，具有瘦、皱的特点，可分为直纹石、横纹石、大花石、小花石、叠石和雨点石等。阴石埋于土中，具有漏、透的特点，其特点与太湖石类似。

## 历史
英石的开采赏玩的时间较早，早在宋代杜馆所撰的《云林石谱》中就对英石有文字记载：“英州浛洸浈阳县之间，石产溪水中。有数种：一微青色间有白脉笼络；一微灰黑，一浅绿，各有峰峦嵌空穿眼宛转相通，其质稍润，扣之微有声；又一种色白，四面峰峦耸拔，多棱角，稍莹激，面面有光，可鉴物，扣之无声……”
明代文震亨在《长物志》中记述：“英石，出英州，倒生岩下，以锯取之，故底平起峰，高有及三尺及寸者。小斋之侧，叠一小山，最为清贵，然道远不易致”

## 现状
据专家估测，目前英德可开发的英石资源达6亿吨，居全国四大名石之首。其产地在望埠镇为中心，周边的大镇、冬瓜铺、青塘等地方圆十几公里均有开采。目前的情况看，英石的开采主要在山上，而非宋明时古书所记载的“就水中奇巧处凿取”。英德市近年来在京广铁路沿线、英石产区的公路两旁，几十个英石集散地。当地政府为片面追求经济效益，目前或多或少带有破坏性的开采，有用率不高。